# Llops humans
Llops humans (títol original: Wolfen) és una pel·lícula estatunidenca dirigida per Michael Wadleigh, a partir d'una novel·la de Whitley Strieber. Es va estrenar l'any 1981. Ha estat doblada al català.

## Argument
Nova York. Un ric promotor immobiliari, Van der Veer, s'afanya a tirar a terra un vell barri del South Bronx, transformat en abocador pública, per construir-hi un complex immobiliari. Des d'aquest terreny vaguen les "ombres" silencioses que es desplacen per tota la ciutat i maten gent amb òrgans malalts. Van der Veer i la seva dona són trobats salvatgement assassinats. L'inspector Dewey Wilson porta la investigació amb l'ajuda de Rebecca Neff, una psicòloga. Uns pèls posen els dos investigadors sobre la pista d'un llop. Wilson sospita que una comunitat d'obrers indis saben la veritat.

## Repartiment
- Albert Finney: Dewey Wilson
- Diane Venora Martine Missatger): Rebecca Neff
- Edward James Olmos: Eddie Holt
- Gregory Hines: Whittington
- Tom Noonan: Ferguson
- Sam Gray: l'alcalde
- Dick O'Neill: Warren
- Dehl Berti: el vell Indi
- Max M. Brown: Christopher Van Der Veer
- Anne Marie Pohtamo: Pauline Van Der Veer
- Peter Michael Goetz: Ross
- Ralph Bell: el comissari
- Reginald Veljohnson: el forense

## Al voltant de la pel·lícula
- Adaptació d'una novel·la de Whitley Strieber, Llops humans oposa la naturalesa i la civilització, les creences ancestrals i el racionalisme. Els llops que erren per Nova York, els Wolfen, són els fantasmes de l'Amèrica salvatge alimentant-se de les desferres de l'home blanc. El paral·lel entre l'extermini del llop i dels pobles Amerindis dona a la pel·lícula una judiciosa dimensió socio-política.
- La idea de la "visió en primera persona" ve de Robert Blalack, que hi havia ja treballat a Star Wars. El realitzador John McTiernan se n'ha inspirat per la seva pel·lícula Predator de 1987.
- En el rodatge, un barri sencer de Nova York ha estat aïllat amb d'elevades valles per permetre a l'equip de producció rodar girar amb els llops amb tota seguretat.[4]
- Aquesta pel·lícula ha inspirat Metallica per la cançó Of Wolf And Man en la seva àlbum Metallica.

## Rebuda
La pel·lícula ha conegut un cert èxit comercial, informant aproximadament 10 626.000 dòlars al box-office a Amèrica del Nord.
Ha rebut una rebuda de la crítica favorable, recollint un 73% de crítiques positives, amb una nota mitjana de 5,8/10 i sobre la base de 22 crítics, en el lloc Rotten Tomatoes.

## Premis
- Festival internacional de cinema fantàstic d'Avoriaz 1982: Premi especial del jurat